# 안지걸
안지걸(安志杰, 안즈제, Andy On, 1976년 5월 11일 ~ )은 미국 국적의 홍콩 남성 영화배우이다.

## 출연
- 마영정: 상해야인시대
- 봉신연의: 영웅의 귀환